# Tamigalesus munnaricus
Tamigalesus munnaricus är en spindelart som beskrevs av Zabka 1988. Tamigalesus munnaricus ingår i släktet Tamigalesus och familjen hoppspindlar. Inga underarter finns listade i Catalogue of Life.